# Wybory parlamentarne na Cyprze w 2011 roku
Wybory parlamentarne na Cyprze w 2011 roku odbyły się 22 maja 2011. W ich wyniku wyłoniono 56 posłów do Izby Reprezentantów, trzy pozostałe miejsca w parlamencie zarezerwowane pozostały dla przedstawicieli mniejszości religijnych.
W wyborach zwyciężyło centroprawicowe Zgromadzenie Demokratyczne (DISY), pozostające w opozycji do rządu prezydenta Dimitrisa Christofiasa i jego komunistycznej Postępowej Partii Ludzi Pracy (AKEL). Miejsca w parlamencie uzyskały wyłącznie ugrupowania reprezentowane w poprzedniej kadencji, różnice w liczbie uzyskanych mandatów w porównaniu do poprzednich wyborów wynosiły od 0 do 2.

## Wyniki
| Nazwa partii                    | Głosy   | Procent | Mandaty | +/– |
| ------------------------------- | ------- | ------- | ------- | --- |
| Zgromadzenie Demokratyczne      | 138 682 | 34,28%  | 20      | +2  |
| Postępowa Partia Ludzi Pracy    | 132 171 | 32,67%  | 19      | +1  |
| Partia Demokratyczna            | 63 763  | 15,76%  | 9       | –2  |
| Ruch na rzecz Socjaldemokracji  | 36 113  | 8,93%   | 5       | ±0  |
| Partia Europejska               | 15 711  | 3,88%   | 2       | –1  |
| Ruch Ekologiczny i Środowiskowy | 8960    | 2,21%   | 1       | ±0  |
| Pozostałe partie i niezależni   | 9177    | 2,27%   | 0       | ±0  |
| Razem głosy ważne               | 404 577 | 96,73%  | 56      | –   |